# Faust Morell i Orlandis
Faust Morell i Orlandis (Palma, 1821-1880), va ser un aristòcrata i pintor mallorquí.

## Biografia
Heretà el títol de marquès de Solleric. Casat amb Mariana Bellet Gracia-Conde, és el pare de Faust Morell i Bellet. El seu procés de formació va transcórrer a Palma amb el suport d'algun pintor destacat (possiblement Salvador Torres o Agustí Buades). Va ser professor de pintura i conseller de Ricard Anckermann i Riera (1862-1865).
La seva obra respecta les pautes de l'estil neoclàssic que florí durant el s. XIX. Excel·lí per la sobrietat de les composicions i la senzillesa, pròpia d'un admirador entusiasta de Fra Angèlico.Treballà el retrat i les composicions històriques i religioses.Pintà retrats de la infanta Maria de la Mercè, d'Hanníbal, de l'emperador Carles I de cos sencer, de fills il·lustres de Ciutat i altres. El seu autoretrat el pintà devers 1865. També va fer composicions de figura de caràcter profà, com Al·lota amb ombrel·la a la platja i altres.
A causa del seu fervor religiós, i influït per fra Angelico, cultivà la temàtica religiosa. Segons Joan Llabrés Bernal, pinta El beat Pere Claver ensenyant a nins africans i Beat Joan Bermans (església de Monti-sion), La impressió de les llagues de Sant Francesc d'Assís (Sant Jaume, Palma), Nostra Senyora de la Corretja (parròquia de Valldemossa), Sant Antoni de Pàdua (parròquia de Selva), La Sagrada Família en un descans del camí a Egipte (parròquia de Santa Maria del Camí) i altres.
També conreà el paisatge i la temàtica costumista. Va fer projectes de retaules d'estil historicista i per a ornaments litúrgics. Utilitzà les tècniques de l'oli i l'aquarel·la. La seva obra, d'estil historicista, dona importància a la representació del moviment i de les qualitats cromàtiques de la roba. Va fer (1860) una còpia del Martiri de Sant Sebastià del pintor flamenc Antoni van Dyck que, cada any, l'Ajuntament de Ciutat exposa a la façana de l'edifici de Cort el dia del patró de la ciutat (20 de gener). Hi ha obres seves a les esglésies de Sant Jaume, Sant Francesc i Monti-sion a Palma, a la cartoixa i a la parròquia de Valldemossa i al col·legi de Carrión de los Condes (Castella i Lleó). Exposà diverses obres a l'exposició inaugural del Foment de la Pintura i l'Escultura (1876). Fou president (1853-80) de l'Acadèmia de Belles Arts de Sant Sebastià de Palma.